# Unidad (fracción)
Yedinstvo o Edinstvo (en ruso: Единство, Unidad) fue una fracción del Partido Obrero Social Demócrata de Rusia (POSDR) entre 1914 y 1917, y a partir de entonces un pequeño partido independiente liderado por Gueorgui Plejánov.

## Contexto
Plejánov fue un influyente teórico marxista ruso que vivió exiliado en Europa desde principios de 1880 hasta 1917. Pese a que fue considerado por los social-demócratas de su país como el padre del marxismo ruso, con el nuevo siglo su ascendente se vio gradualmente eclipsado por líderes más jóvenes como Yuli Mártov, Vladímir Lenin, Aleksandr Bogdánov y otros.
Con ocasión de la ruptura entre los bolcheviques de Lenin y los mencheviques de Mártov en agosto de 1903, Plejánov se unió inicialmente a Lenin aunque al poco cambió de bando. Y en el posterior enfrentamiento entre bolcheviques y mencheviques durante la revolución rusa de 1905, Plejánov formó una pequeña fracción en el bando menchevique conocida como "mencheviques del partido". Fue crítico con los bolcheviques y con muchos mencheviques, de quienes denunciaba que se dedicaran al trabajo en la oposición parlamentaria a expensas de la actividad revolucionaria.

## Creación deYedinstvo
En 1912, el POSDR se disolvió formalmente entre, por un lado, los simpatizantes de Lenin, los bolcheviques, y, por el otro, los mencheviques, los seguidores de León Trotski y grupos de social-demócratas étnicos. Plejánov y algunos social-demócratas rehusaron tomar parte. Cuando se ahondó la ruptura un año más tarde, quienes no habían tomado parte por ninguna de las fracciones crearon sus propias organizaciones, como el grupo Mezhraiontsi formado en noviembre de 1913. A principios de 1914, Plejánov montó el suyo, Yedinstvo, junto con sus viejos amigos y colaboradores Vera Zasúlich y Leo Deutsch. El grupo se organizó en el extranjero y sus cuadros comenzaron a actuar en la primavera de 1914. Publicaron cuatro números de Yedinstvo en San Petersburgo entre mayo y junio de 1914.

## La Primera Guerra Mundial
Con el advenimiento de la Gran Guerra en agosto de 1914, y al igual que en el resto de Europa, la social-democracia rusa se dividió ante la cuestión de si se debía apoyar la guerra y al ejército, y con ello, al gobierno del Zar, o si se debía abogar por la paz. Plejánov adoptó una posición de extremo patriotismo dentro del POSDR y apoyó al gobierno ruso durante la guerra. Ésta fue también la posición de Yedinstvo.

## La Revolución
Tras la caída de la dinastía Románov durante la Revolución de Febrero de 1917, Yedinstvo se convirtió en un grupo político legal. El 29 de marzo, se reinició la publicación de Yedinstvo en Petrogrado como diario y dirigido en un primer momento por Nikolái Iordanski. Plejánov se hizo con el control del periódico desde su regreso a Rusia el 31 de marzo y entre los miembros de su redacción se contaron Zasúlich, Leo Deutsch y Grigori Aleksinski. Pese a ser recibido Plejánov como un héroe tras su exilio, su grupo apenas disfrutó de una escasa influencia.
Plejánov y Yedinstvo fueron firmes partidarios del Gobierno provisional ruso y apoyaron la continuación de Rusia en la guerra. Se opusieron manifiestamente a los bolcheviques y mantuvieron las distancias con los mencheviques, divididos en torno a la cuestión de la guerra y a la partición en el Gobierno de coalición. Yedinstvo rehusó fusionarse con los mencheviques en el congreso de unificación de agosto de 1917, momento en el que se convirtió formalmente en un partido independiente. Presentó a sus propios candidatos en las elecciones para la Asamblea Constituyente rusa del 12 de noviembre de 1917 (calendario juliano) y obtuvo veinticinco mil votos de acuerdo con un recuento parcial de cincuenta y cuatro circunscripciones de un total de setenta y cuatro. Mientras tanto, los bolcheviques tomaron el poder durante la Revolución de Octubre y el periódico Yedinstvo cerró debido a que «contaba con muy pocos subscriptores». Plejánov estaba muy enfermo y, aunque el periódico revivió efímeramente como Nashe Yedinstvo (Nuestra Unidad) en diciembre de 1917 y enero de 1918, el partido declinó paulatinamente desde principios de 1918. Plejánov murió de tuberculosis en Finlandia en mayo de ese año y el partido fue finalmente suprimido por los bolcheviques en junio-julio junto con los otros partidos socialistas.